# Д’Алессандро, Марко
Ма́рко Д’Алесса́ндро (итал. Marco D'Alessandro; 17 февраля 1991, Рим) — итальянский футболист, полузащитник клуба «Пиза».

## Карьера
Свои первые шаги в футболе Марко начинал делать в системе римского «Лацио», а в 2005 переходит в систему «Ромы», где вполне успешно выступает за Примаверу.
Дебют в первой команде состоялся 21 марта 2009 года в матче против «Ювентуса», Д’Алессандро на 82-й минуте меняет Менеза, и за короткое время которое Марко провел на поле, «дерзкий» юноша сумел умудриться нанести удар по воротам Буффона. В дальнейшем Лучано Спалетти регулярно до конца сезона подпускает Д’Aлессандро к первой команде и он ещё дважды выходит на поле в поединках против «Фиорентины» и «Торино».
28 июля 2009 года переходит на правах аренды в «Гроссето». 24 октября 2009 года забивает свой первый гол на профессиональном уровне в матче против «Чезены» 2:2.
15 июля 2010 года Марко арендован клубом в «Бари» с правом выкупа половины прав на игрока. Однако бело-красные решили не покупать итальянца. Вторую половину сезона 2010/11 игрок проводит в «Ливорно» также на правах аренды. Весь следующий сезон он был арендован «Вероной». За этот клуб Д’Алессандро отыграл 27 матчей в рамках Серии B (плюс одна игра серии плей-офф за выход в Серию А). В Кубке Италии футболист поучаствовал в двух встречах (против «Сассуоло» и «Лацио»), в обеих из которых забил по голу.
9 июля 2012 года Д’Алессандро был арендован «Чезеной» до конца сезона 2012/13. Кроме того, клуб имел право выкупа футболиста. Летом 2013 года «Чезена» продлила аренду футболиста ещё на год.
В июле 2014 года Д’Алессандро перешёл в «Аталанту» за 2 млн евро.